# Anabel Santiago
Anabel Santiago Sánchez (Buenos Aires, Argentina, 18 de junio de 1981) es una política y cantante española de tonada asturiana. Comenzó a cantar tonada a los trece años. Fue nombrada Mejor Voz Asturiana en el Memorial Silvino Argüelles en las ediciones de 2003, 2004, 2005 y 2006.
Existe una calle nombrada en su honor en el barrio de La Corredoria, en Oviedo, en una urbanización de calles dedicadas a los grandes cantantes folclóricos y de música tradicional asturiana. Mientras que la mayoría de cantantes homenajeados ya habían fallecido o eran de edad avanzada al nombrar las calles, Anabel Santiago tenía tan solo 19 años cuando nombraron la calle en su honor.

## Biografía
Desde 1995, ha ganado gran cantidad de importantes concursos de tonada asturiana, como el Concurso Ciudad de Oviedo, Concurso de La Nueva, Concurso de El Comercio de Gijón, Concurso de Amieva, Concurso de Tonada de Avilés o el Concurso Cuenca del Caudal. Fue también contratada por el gobierno del Principado de Asturias para actuar en Europa y Latinoamérica, como en Bruselas, Ginebra, Lausana, Buenos Aires o Cuba.
En 1996 realizó sus primeras grabaciones junto a otros destacados cantantes de tonada. Empezó a hacerse notar en festivales de folk como Lorient o Folk Segovia. Participó también en el cortometraje La neña de los mios güeyos en 1999. En 2000 realizó una importante colaboración con Dixebra con grabación de Glaya un país. En 2001 editó su primer trabajo, en clave tradicional, titulado Tierra de sueños.
En 2003, Anabel Santiago editó su segundo disco, Al son de la lluna, que tuvo un gran impacto dentro del mundo de la tonada y de la canción asturiana, con temas como «A la mar vanse los ríos», «Cantar del home solu» o «Amor quién te tuviera».
En esta época conoció a Michael Lee Wolfe, músico y productor estadounidense afincado en Asturias, con el que inició una colaboración que incluyó diferentes proyectos. Además de sus actuaciones junto a la Asturiana Mining Company, Anabel Santiago fue la voz principal de la Compañía Asturiana de Espectáculos en sus siguientes proyectos, como Nel Camín o Torner, o su destacada colaboración en el estreno de la obra Camín a Xixón, en la Plaza Mayor de Gijón. En 2004, realizó una gira por Venezuela junto a Berto Varillas y el grupo Ástura.
Junto a Berto Varillas, Anabel Santiago fue la protagonista del espectáculo Torner, con la producción musical de Ismael González Arias, que se estrenó el 26 de febrero de 2005 en el Conservatorio Superior de Música Eduardo Martínez Torner de Oviedo y con el que estuvo de gira durante el resto del año.
A finales de 2005 publicó el disco Anabel Santiago canta a Diamantina Rodríguez, dedicado a la figura de Diamantina Rodríguez, destacada cantante de música asturiana. Este disco fue el primero con difusión nacional.
En el disco Música de Mujer, edición exclusiva de La Fábrica de Ideas y Fnac, se incluyó el tema «Esi pandeiru que toco», de su disco Anabel Santiago canta a Diamantina Rodríguez, y el disco Nuestra diversidad cultural, editado por Fnac, La Fábrica de Ideas y Radio 3, abre con su tema «El galán d'esta villa», original de Ismael González Arias.
En 2010, publicó Agora, producido por Héctor Braga.
En 2015, publicó Llances de papel, que contiene canciones populares asturianas, tangos y otros temas sobre letra de José Luis Remis y música de Xulio Arbesú. En este disco, mezcla el indie pop y la tonada en algunos temas, mientras que otros son más marcadamente folk.
En las elecciones municipales de 2019 fue número 3 en la lista de Somos Oviedo (Podemos), llevando a cabo desde entonces la labor de concejal de la oposición en el ayuntamiento de Oviedo. En agosto de 2020 dimitió aludiendo desavenencias con la portavoz de la organización política Ana Taboada y dio por finalizada su carrera en política.

## Discografía
- 2001 - Tierra de sueños (Sociedá Fonográfica Asturiana)
- 2003 - Al son de la lluna (L'Aguañaz)
- 2005 - Anabel Santiago canta a Diamantina (Males Pulgues/Galileo MC)
- 2007 - Desnuda (Galileo MC)
- 2010 - Agora (Autoproducido)
- 2015 - Llances de papel
- 2018 - Y andá